# 通勤

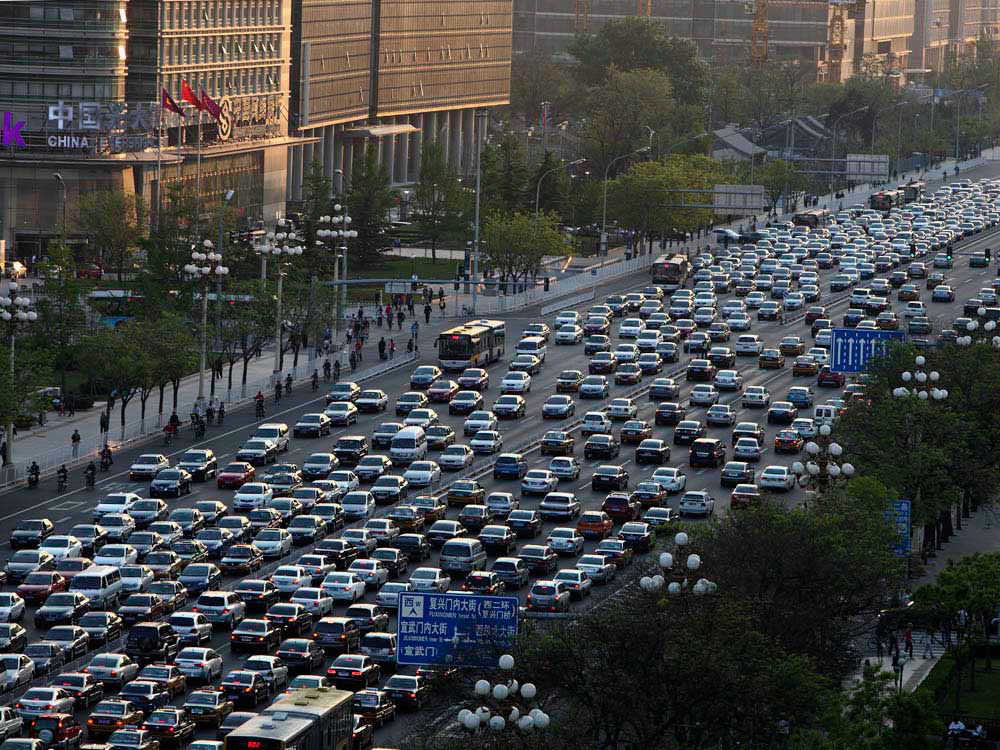
北京西单晚高峰時段

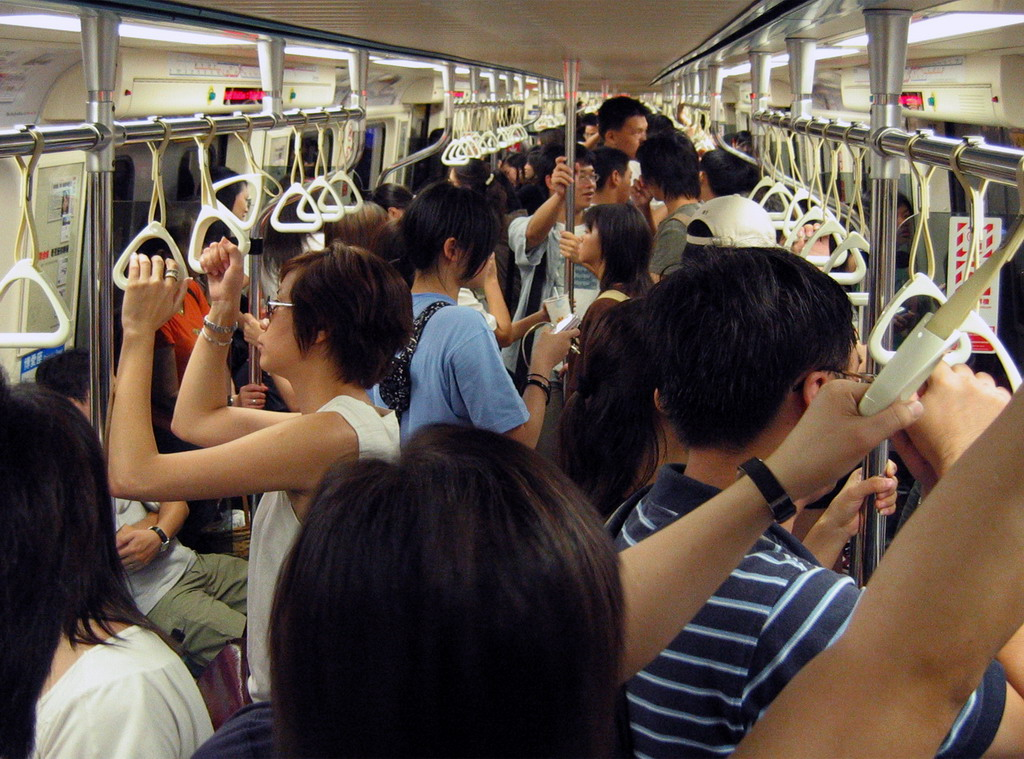
通勤尖峰時刻的臺北捷運車廂

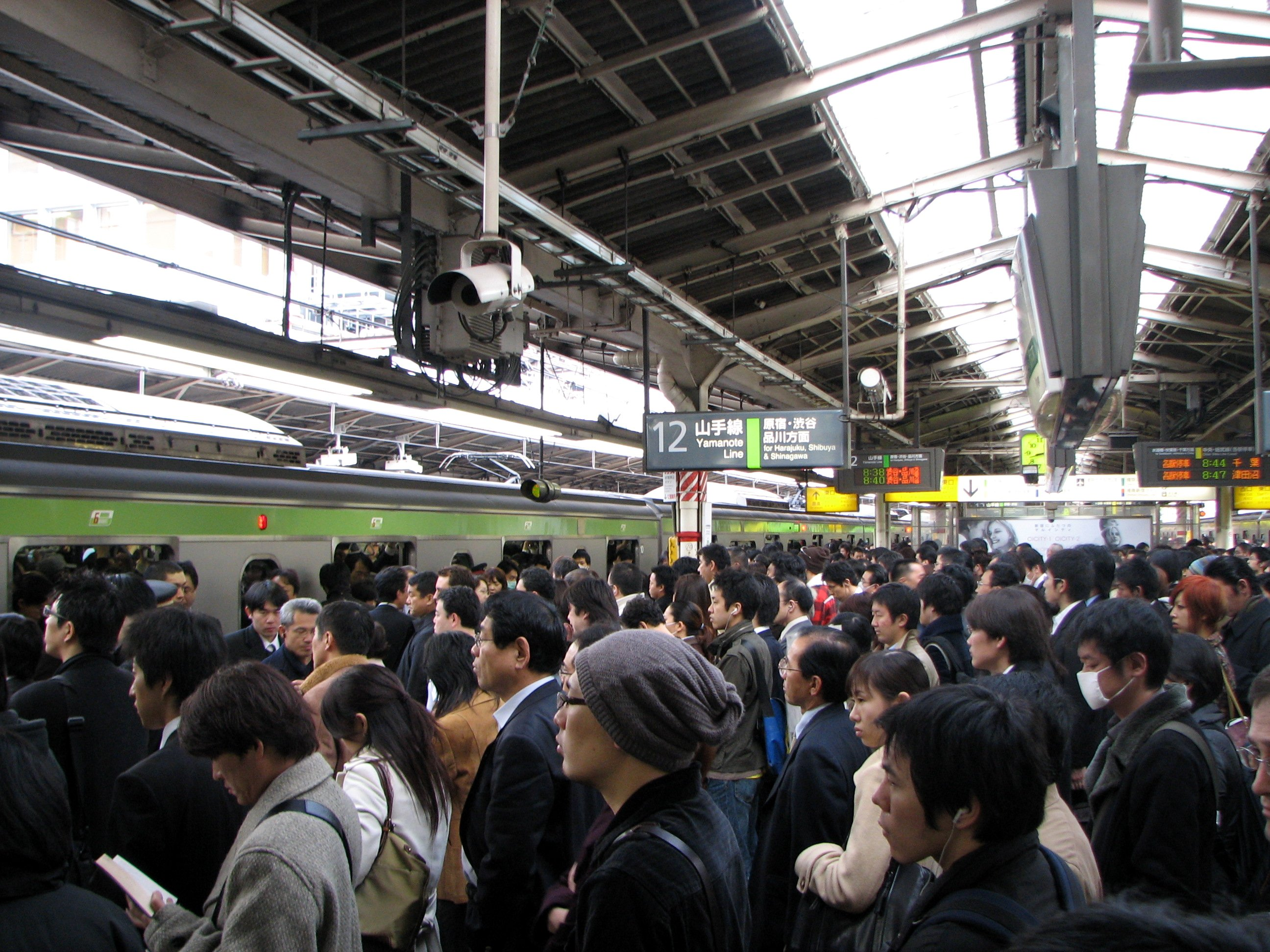
东京都新宿站高峰时段的通勤客流

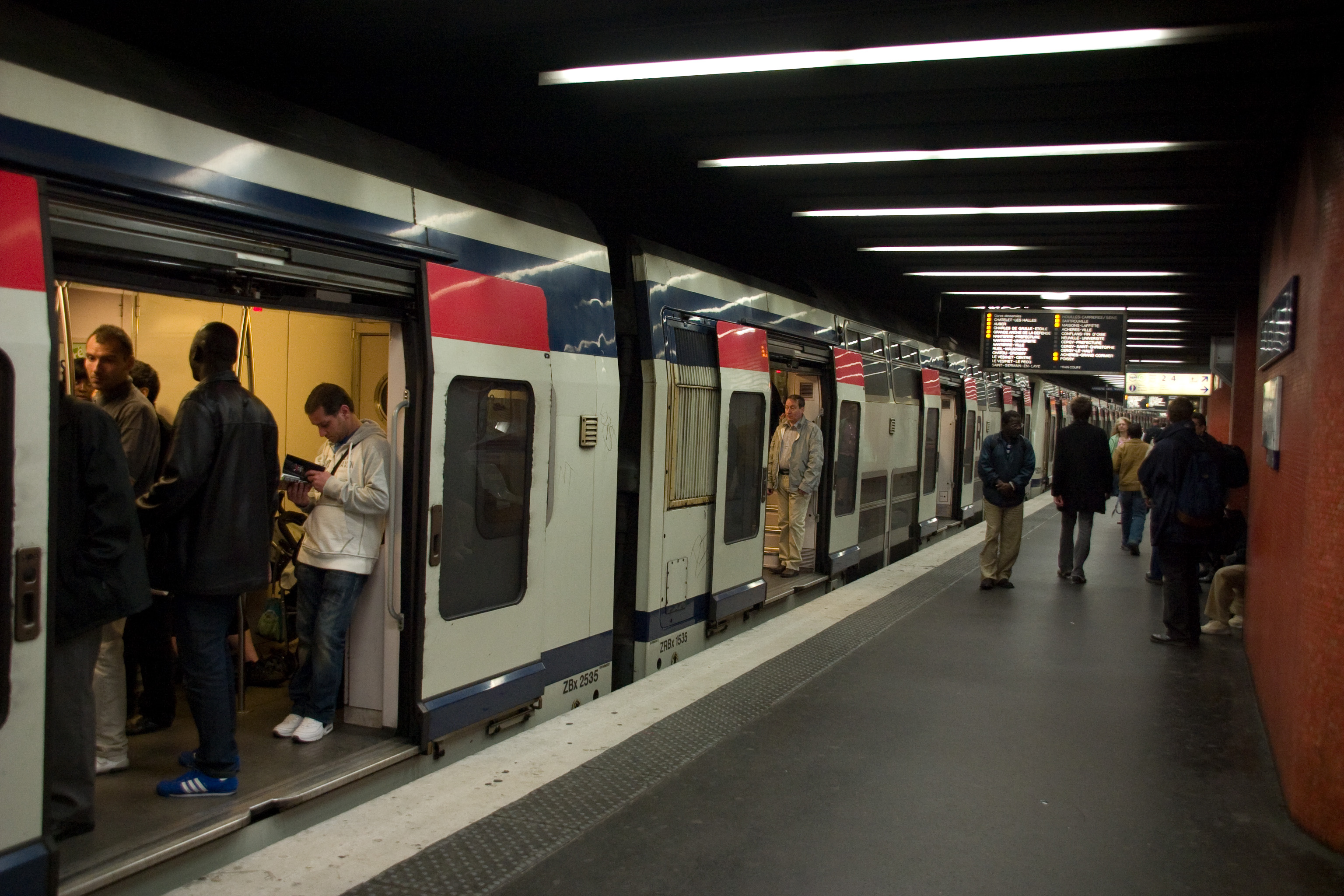
法兰西岛大区快铁的通勤列车

通勤是和製漢語，指從家中往返工作地點的過程。一般來說，通勤在日語中是大眾詞彙，但在漢語中，通勤常用在鐵路方面的術語。另外，從家中往返學校地點的過程，稱為通學。

## 概述
通勤是工業化社會的必然現象。在19世紀以前的城市居民主要步行上班，但隨著交通技術的進步，城市可以擴張到更遠的地方。現代各種交通工具（如汽車、火車、公共汽車、自行車等）讓住在偏遠地區的人可以快捷地上班。
市郊的設立亦令市民可以在遠離市區之處定居。許多大城市都有所謂的通勤地帶，或稱大都會區。這種區域包括很多通勤城市。人們在通勤城市內居住並到城市中心上班。如果城市伸展到非常遠離中心商業區的地方，新的商業會在外圍的市鎮出現，從而形成一種反向通勤現象：住在市中心的人到市郊上班。
不少位置远离市区的工厂和机关，为了方便职工上下班所安排的班车也称为“通勤车”。
通勤問題是城市规划的重要課題之一。通勤活動帶來的交通擁擠和新的城市發展都會對环境造成損害。
因为通勤问题，有服装厂家专门生产舒服简洁而又不失优雅的“通勤装”来方便白领阶层在通勤时穿着。

## 外部連結
- US Commuting Averages (2002)
- Some Commuters are travelling from France to London （页面存档备份，存于）
- Platform 11 - Ireland's National Rail Commuter Group （页面存档备份，存于）
- Identifying the 12 types of drivers during a work commute （页面存档备份，存于）